# Henrya henryi
Henrya henryi is een slakkensoort uit de familie van de Murchisonellidae. De wetenschappelijke naam van de soort is voor het eerst geldig gepubliceerd in 1947 door Bartsch.